# Maison d'Isidora Sekulić
Pour les articles homonymes, voir Sekulić.
La maison d'Isidora Sekulić (en serbe cyrillique : Кућа Исидоре Секулић ; en serbe latin : Kuća Isidore Sekulić) est située à Belgrade, la capitale de la Serbie, dans la municipalité urbaine de Savski venac. Construite dans l'entre-deux-guerres, elle est inscrite sur la liste des biens culturels de la Ville de Belgrade.

## Présentation
La maison est située 70 rue Vase Pelagića. Construite sur la colline de Topčider, Isidora Sekulić (1877-1958) y a passé les dernières années de sa vie. La maison, bâtie entre les deux guerres mondiales, se présente comme une construction modeste sans étage avec un jardin. Les façades sont très simples mais l'une d'entre elles possède un grand escalier et une loggia.
La maison abrite encore la bibliothèque et le bureau de travail de l'auteure, légués à la Bibliothèque universitaire de Belgrade. Isidora Sekulić est connue pour son œuvre pédagogique, ses traductions et ses créations littéraires dans le domaine de la philosophie, de l'esthétique et de la critique.